# مسیل منظریه
مسیل منظریه مسیلی در شرق رودخانه حصارک در اردوگاه شهید باهنر است. این مسیل به جز مواقع بارانی آبی ندارد. امروزه از آب چشمهٔ قدیمی آن برای آبیاری این اردوگاه استفاده میشود. دنبالهٔ این مسیل پس از عبور از زیر خیابان شهید باهنر به صورت آبراهی در خیابان شهید آقایی به سمت جنوب، روباز و قابل دیدن است. آب این مسیل از طریق مجراهای سرپوشیده و جوی خیابانها سرانجام به آبراه مسیل باختر میریزد.